# CrazySexyCool
Albums de TLC
Ooooooohhh...On the TLC Tip
(1992) FanMail
(1999)
Singles
1. Creep
Sortie : 31 octobre 1994
2. Red Light Special
Sortie : 21 février 1995
3. Waterfalls
Sortie : 29 mai 1995
4. Diggin' on You
Sortie : 30 octobre 1995

CrazySexyCool est le deuxième album studio de TLC, sorti le 15 novembre 1994.
L'album a été certifié 12 fois disque de platine par la Recording Industry Association of America (RIAA) le 11 octobre 2019 avec 12 millions de copies écoulées aux États-Unis. Il s'est vendu entre 22 et 23 millions d'exemplaires dans le monde,,.
CrazySexyCool s'est classé 2e au Top R&B/Hip-Hop Albums et 3e au Billboard 200.
Le magazine Rolling Stone l'a classé à la 43e place des « 100 meilleurs albums des années 1990 » et Spin, à la 51e place du « Top des 90 albums des années 1990 ».
Quatre des titres qui le composent ont fait l'objet d'un single, notamment les tubes Creep , Waterfalls, Redlight Special et Diggin'On You.

## Liste des titres
| No  | Titre | Auteur                                                                   | Contient un (des) sample(s) de                                  | Durée |
| --- | --- | ------------------------------------------------------------------------ | --------------------------------------------------------------- | ----- |
| 1.  | Intro-Lude (featuring Phife Dawg – Produit par Jermaine Dupri)                                                 | Jermaine Mauldin, Malik Taylor                                           | Oh My God de A Tribe Called Quest featuring Busta Rhymes        | 1:01  |
| 2.  | Creep (Produit par Dallas Austin)                                                                              | Dallas Austin                                                            | Hey Young World de Slick Rick                                   | 4:29  |
| 3.  | Kick Your Game (Produit par Jermaine Dupri et Manuel Seal)                                                     | Mauldin, Manuel Seal, Lisa Lopes                                         | Watching You de Loose Ends                                      | 4:13  |
| 4.  | Diggin' on You (Produit par Babyface)                                                                          | Kenneth Edmonds                                                          |                                                                 | 4:14  |
| 5.  | Case of the Fake People (Produit par Dallas Austin)                                                            | Austin                                                                   | Back Stabbers des O'Jays Outside Love de Brethren               | 4:03  |
| 6.  | CrazySexyCool (Interlude) (Produit par Chucky Thompson et Sean « Puffy » Combs)                                | Tionne Watkins, Sean Combs, Chucky Thompson                              | Help (Somebody Please) des O'Jays                               | 1:42  |
| 7.  | Red Light Special (Produit par Babyface)                                                                       | Edmonds                                                                  |                                                                 | 5:02  |
| 8.  | Waterfalls (Produit par Organized Noize)                                                                       | Marqueze Etheridge, Lopes, Rico Wade, Ray Murray, Sleepy Brown           |                                                                 | 4:39  |
| 9.  | Intermission-Lude (Produit par Jermaine Dupri)                                                                 | Mauldin                                                                  |                                                                 | 0:42  |
| 10. | Let's Do It Again (Produit par Babyface et Jon-John)                                                           | Edmonds, Robinson                                                        | Don't Stop the Music de Yarbrough & Peoples                     | 4:17  |
| 11. | If I Was Your Girlfriend (Produit par Sean « Puffy » Combs, Chucky Thompson et Dallas Austin)                  | Prince Nelson                                                            | Computer Love de Zapp                                           | 4:36  |
| 12. | Sexy (Interlude) (Produit par Sean « Puffy » Combs et Chucky Thompson)                                         | Rozonda Thomas                                                           |                                                                 | 1:35  |
| 13. | Take Our Time (Produit par Dallas Austin et Arnold Hennings)                                                   | Arnold Hennings, Debra Killings                                          |                                                                 | 4:33  |
| 14. | Can I Get a Witness (Interlude) (featuring Busta Rhymes – Produit par Sean « Puffy » Combs et Chucky Thompson) | Trevor Smith, Combs, Thompson                                            |                                                                 | 2:57  |
| 15. | Switch (Produit par Jermaine Dupri et Manuel Seal)                                                             | Mauldin, Seal, Lopes, Joseph Broussard, Carol Washington, Ralph Williams | Mr. Big Stuff de Jean Knight Rapper's Delight du Sugarhill Gang | 3:30  |
| 16. | Sumthin' Wicked This Way Comes (featuring André – Produit par Organized Noize)                                 | André Benjamin, Wade, Murray, Brown, Etheridge, Lopes                    |                                                                 | 4:28  |